# Callambulyx japonica
Callambulyx japonica är en fjärilsart som beskrevs av Eichler 1965. Callambulyx japonica ingår i släktet Callambulyx och familjen svärmare. Inga underarter finns listade i Catalogue of Life.